# Coupe de La Réunion de football 2015
Navigation
Édition précédente Édition suivante
La Coupe de La Réunion de football 2015 est la 49e édition de la compétition. Elle est remportée le 12 décembre 2015 par l'AS Excelsior, qui l'emporte face à la JS Saint-Pierroise sur le score de 2 - 0,.

## Changements

### Tours préliminaires
Plusieurs matchs sont joués lors des tours préliminaires. Seuls seront indiqués les 32e de finale avec les clubs D1P et de D2R.

## Trente deuxièmes de finale
| Division | Club                             | Résultat           | Club                  | Division | Lieu                                   | Date, heure          |
| -------- | -------------------------------- | ------------------ | --------------------- | -------- | -------------------------------------- | -------------------- |
| (D1P)    | SDEFA                            | 1-1, 3 - 4tab      | ACS Redoute           | (D2D)    | Stade de La Redoute, Saint-Denis       | Vendredi 29, 20 h 30 |
| (D2D)    | AFC Halte là                     | 1- 0ap             | FC Ligne-Paradis      | (D2R)    | Youri-Gagarine, La Possession          | Vendredi 29, 20 h 30 |
| (D2D)    | CS Saint-André                   | 0-1                | OCSA Léopards         | (D2R)    | Stade Soune-Seyne, Saint-André         | Vendredi 29, 20 h 30 |
| (D2D)    | AEFC Ouest                       | 4-1                | ASC Monaco            | (D2R)    | Stade Paul-Julius-Bénard, Saint-Paul   | Samedi 30 , 17 h 00  |
| (D1P)    | AS Capricorne                    | 4-0                | US Bellemène Canot    | (D2D)    | Stade Joffre Labenne, Saint-Pierre     | Samedi 30, 20 h 00   |
| (D2D)    | Etoile du Sud                    | 1-2ap              | CO Saint-Pierre       | (D2R)    | Stade de Montvert, Saint-Pierre        | Samedi 30, 20 h 00   |
| (D2D)    | Cilaos FC                        | '2-1ap             | JS Bras-Creux         | (D2D)    | Stade Irenée Accot, Cilaos             | Samedi 30, 20 h 00   |
| (D2D)    | FC Parfin                        | '2-1               | AS MJC Sainte-Suzanne | (D2R)    | Stade Soune Seyne, Saint-André         | Samedi 30, 20 h 00   |
| (D2D)    | AS Bretagne                      | 5-1                | AS Saint-Yves         | (D3D)    | Stade de la Bretagne, La Bretagne      | Samedi 30, 20 h 00   |
| (D1P)    | ARC Bras-Fusil                   | 6-0                | SS Rivière Sports     | (D2D)    | Stade Paul Moreau, Bras-Panon          | Samedi 30, 20 h 00   |
| (D1P)    | SS Saint-Louisienne              | 3-0                | AEFTC Etang Saint-Leu | (D2D)    | Stade Théophile Hoarau, Saint-Louis    | Samedi 30, 20 h 00   |
| (D2D)    | AFC Saint-Laurent                | 0-0 1 - 3tab       | ASC Grand-Bois        | (D2R)    | Stade Youri-Gagarine, La Possession    | Samedi 30, 20 h 00   |
| (D1P)    | SS Jeanne d'Arc                  | 3-1                | Pierrefonds Sport     | (D2D)    | Stade Lambrakis, Le Port               | Samedi 30, 20 h 00   |
| (D2R)    | FC Avirons                       | 6-1                | AS Poudrière          | (D2D)    | Stade Paulo Brabant, Les Avirons       | Samedi 30, 20 h 00   |
| (D2D)    | Entente Sainte-Suzanne/Bagatelle | 1-0                | FC Moufia             | (D2D)    | Stade Georges Repiquet, Sainte-Suzanne | Samedi 30, 20 h 00   |
| (D1P)    | AJ Petite-Île                    | 2-1ap              | AS Tamponnaise        | (D2D)    | Stade Régional, Petite-Île             | Samedi 30, 20 h 00   |
| (D2R)    | ES Entre-Deux                    | 0-4                | AS Plate              | (D2D)    | Stade Bas du Ruisseau, Entre-Deux      | Samedi 30, 20 h 00   |
| (D2D)    | AJ Ligne des Bambous             | 1-'2               | JS Piton Saint-Leu    | (D2R)    | Stade Ligne des Bambous, Saint-Pierre  | Samedi 30, 20 h 00   |
| (D2R)    | Saint-Denis FC                   | 6-1                | JS Cressonnière       | (D2D)    | Stade Jean-Ivoula, Saint-Denis         | Samedi 30, 20 h 00   |
| (D2D)    | CS Saint-Gilles                  | 1-4                | AS Marsouins          | (D1P)    | Stade Paul-Julius-Bénard, Saint-Paul   | Samedi 30, 20 h 30   |
| (D2D)    | SC Bellepierre                   | 3-1                | JCV Saint-Pierre      | (D2D)    | Stade Bellepierre, Saint-Denis         | Dimanche 31, 15 h 30 |
| (D2R)    | AJS Ouest                        | 4-1                | ASC Corbeil           | (D3D)    | Stade Souprayenmesrty, Saint-Paul      | Dimanche 31, 15 h 30 |
| (D2R)    | Trois-Bassins FC                 | 1-1 4-2 tab        | AS Red Star           | (D2D)    | Stade Saint-Alme, Trois-Bassins        | Dimanche 31, 15 h 30 |
| (D2D)    | AS Sainte-Rose                   | 0-4                | AS Excelsior          | (D1P)    | Stade Thérésien Cadet, Sainte-Rose     | Dimanche 31, 15 h 30 |
| (D2D)    | AS Eperon                        | 2-0                | Jean-Petit FC         | (D2D)    | Stade de l'Eperon, Saint-Paul          | Dimanche 31, 15 h 30 |
| (D2R)    | AF Saint-Louis                   | 4-1                | CS Dynamo             | (D2D)    | Stade Théophile Hoarau, Saint-Louis    | Dimanche 31, 15 h 30 |
| (D2D)    | Tampon FC                        | 4-1                | ASE Plateau-Caillou   | (D3D)    | Stade Klébert Picard, Le Tampon        | Dimanche 31, 15 h 30 |
| (D2R)    | AS Saint-Philippe                | 1-2                | FC Panonnais          | (D2D)    | Stade Mandanne Turpin, Saint-Philippe  | Dimanche 31, 15 h 30 |
| (D1P)    | US Sainte-Marienne               | 3-0                | Ravine Blanche FC     | (D2D)    | Stade Jean-Ivoula, Saint-Denis         | Dimanche 31, 16 h 00 |
| (D2D)    | Charles de Foucauld              | 0-7 (match arrêté) | Saint-Pauloise FC     | (D1P)    | Stade Paul-Julius-Bénard, Saint-Paul   | Dimanche 31, 16 h 00 |
| (D1P)    | JS Saint-Pierroise               | 10-0               | RC Saint-Pierre       | (D3D)    | Stade Michel-Volnay, Saint-Pierre      | Mercredi 10, 20 h 30 |
| (D1P)    | US Bénédictins                   | 4-2ap              | ES Etang Salé         | (D2D)    | Stade Paul Moreau, Bras-Panon          | Mercredi 18, 20 h 30 |

## Seizièmes de finale
| Division | Club                | Résultat      | Club                             | Division | Lieu                                   | Date, heure                 |
| -------- | ------------------- | ------------- | -------------------------------- | -------- | -------------------------------------- | --------------------------- |
| (D1P)    | SS Jeanne d'Arc     | 4-2           | AF Saint-Louis                   | (D2R)    | Stade Lambrakis, Le Port               | Vendredi 26 juin - 20h00    |
| (D1P)    | SS Saint-Louisienne | 3-0           | ACS Redoute                      | (D1P)    | Stade Théophile Hoarau, Saint-Louis    | Vendredi 26 juin - 20h00    |
| (D2R)    | JS Piton Saint-Leu  | 2-1           | AEFC Ouest                       | (D2D)    | Stade Saint-Leu, Saint-Leu             | Samedi 27 juin - 20h00      |
| (D2D)    | Cilaos FC           | 0-0, 4 - 5tab | AS Marsouins                     | (D1P)    | Stade Irenée Accot, Cilaos             | Samedi 27 juin - 20h00      |
| (D2D)    | FC Panonnais        | 2-0           | AJ Petite-Île                    | (D1P)    | Stade Paul Moreau, Bras-Panon          | Samedi 27 juin - 20h00      |
| (D1P)    | JS Saint-Pierroise  | 2-0           | SC Bellepierre                   | (D2D)    | Stade Michel-Volnay, Saint-Pierre      | Samedi 27 juin - 20h00      |
| (D2D)    | FC Parfin           | 1-2           | Saint-Denis FC                   | (D2R)    | Stade Soune Seyne, Saint-André         | Samedi 27 juin - 20h00      |
| (D2D)    | AS Plate            | 1-3           | AS Capricorne                    | (D1P)    | Stade Saint-Leu, Saint-Leu             | Dimanche 28 juin - 15h30    |
| (D2R)    | Trois-Bassins FC    | 5-1           | FC Avirons                       | (D2R)    | Stade Saint-Alme, Trois-Bassins        | Dimanche 28 juin - 15h30    |
| (D1P)    | AJS Ouest           | 2-2, 0 - 3tab | Entente Sainte-Suzanne/Bagatelle | (D2D)    | Stade Souprayenmestry, Saint-Paul      | Dimanche 28 juin - 15h30    |
| (D2D)    | ASC Grand Bois      | 0-1ap         | AFC Halte là                     | (D2R)    | Stade Maurice Gonneville, Saint-Pierre | Dimanche 28 juin - 16h00    |
| (D1P)    | ARC Bras-Fusil      | 2-1           | AS Eperon                        | (D2D)    | Stade Paul-Moreau, Bras-Panon          | Dimanche 28 juin - 16h00    |
| (D2R)    | US Sainte-Marienne  | 0-2           | OCSA Léopards                    | (D2D)    | Stade Jean-Ivoula, Saint-Denis         | Dimanche 28 juin - 16h00    |
| (D2R)    | CO Saint-Pierre     | 3-0           | US Bénédictins                   | (D2D)    | Stade Michel-Volnay, Saint-Pierre      | Dimanche 28 juin - 16h00    |
| (D1P)    | AS Excelsior        | 3-1           | AS Bretagne                      | (D2D)    | Stade Raphaël-Babet, Saint-Joseph      | Dimanche 28 juin - 16h00    |
| (D2D)    | Tampon FC           | 0-1           | Saint-Pauloise FC                | (D1P)    | Stade Klébert Picard, Le Tampon        | Mercredi 15 juillet - 20h30 |

## Huitièmes de finale
Légende : (1) D1P, (2) D2R , (3) D2D
Programmes des rencontres
| Mercredi 15 juillet 2015 | AS Excelsior (1)                                 | 3 - 0   | (2) OCSA Léopards |                                                            |                                                            |
| 20h30                    | El-Madaghri 55e · Zaghar 63e · Andichy 84e (csc) | (0 - 0) |                   | Stade Raphaël Babet, Saint-Joseph Arbitrage : Eric Chassan | Stade Raphaël Babet, Saint-Joseph Arbitrage : Eric Chassan |

| Mercredi 15 juillet 2015 | AS Capricorne (1) | 1 - 2 a. p. | (2) JS Piton Saint-Leu  |                                                                   |                                                                   |
| 20h30                    | Merrat 13e        | (1 - 1)     | Morby 18e · Férard 119e | Stade Joffre Labenne, Saint-Pierre Arbitrage : Jean-Heloic Roulis | Stade Joffre Labenne, Saint-Pierre Arbitrage : Jean-Heloic Roulis |

| Mercredi 15 juillet 2015 | AS Saint-Louisienne (1) | 5 - 0   | (3) AFC Halte là |                                                                     |                                                                     |
| 20h30                    |                         | (3 - 0) |                  | Stade Théophile Hoarau, Saint-Louis Arbitrage : Jean-Bernard Ramaye | Stade Théophile Hoarau, Saint-Louis Arbitrage : Jean-Bernard Ramaye |

| Mercredi 15 juillet 2015 | Entente Sainte-Suzanne/Bagatelle (3) | 0 - 2   | (1) AS Marsouins      |                                                                   |                                                                   |
| 20h30                    |                                      | (0 - 1) | Urbain 9e · Gévia 59e | Stade Georges Repiquet, Sainte-Suzanne Arbitrage : Bruno Fontaine | Stade Georges Repiquet, Sainte-Suzanne Arbitrage : Bruno Fontaine |

| Mercredi 15 juillet 2015 | CO Saint-Pierre (2) | 0 - 2   | (1) JS Saint-Pierroise      |                                                          |                                                          |
| 20h30                    |                     | (0 - 0) | M'Bazomo 73e · Vardapin 92e | Stade Gaby-Folio, Petite-Île Arbitrage : Frédéric Bureau | Stade Gaby-Folio, Petite-Île Arbitrage : Frédéric Bureau |

| Mercredi 15 juillet 2015 | FC Panonnais (3) | 0 - 4   | (1) ARC Bras-Fusil |                                                           |                                                           |
| 20h30                    |                  | (0 - 2) |                    | Stade Paul-Moreau, Bras-Panon Arbitrage : Philippe Nehoua | Stade Paul-Moreau, Bras-Panon Arbitrage : Philippe Nehoua |

| Mercredi 12 août 2015 | Saint-Denis FC (2)          | 2 - 0   | (1) Saint-Pauloise FC |                                |                                |
| 20h30                 | Mansard 31e · Assoumani 70e | (1 - 0) |                       | Arbitrage : Jean Heloïc Roulis | Arbitrage : Jean Heloïc Roulis |

| Mercredi 12 août 2015 | AS Jeanne d'Arc (1) | 0 - 1   | (2) Trois-Bassins FC |                                                       |                                                       |
| 20h30                 |                     | (0 - 0) | Harami 70e           | Stade Lambrakis, Le Port Arbitrage : Stéphane Sautron | Stade Lambrakis, Le Port Arbitrage : Stéphane Sautron |

## Quarts de finale
Légende : (1) D1P, (2) D2R
Programmes des rencontres
| Dimanche 4 octobre 2015 | JS Saint-Pierroise (1)  | 2 - 1   | (1) ARC Bras-Fusil |                                                               |                                                               |
| 16h30                   | Baur 57e · M'Bazomo 74e | (0 - 1) | Erissy 18e(pen)    | Stade Paul-Julius-Bénard, Saint-Paul Arbitrage : Eric Chassan | Stade Paul-Julius-Bénard, Saint-Paul Arbitrage : Eric Chassan |

| Dimanche 4 octobre 2015 | Saint-Denis FC (2) | 0 - 1 a. p. | (1) SS Saint-Louisienne    |                                                                          |                                                                          |
| 16h30                   |                    | (0 - 0)     | Dany 42e · Bador 100e(pen) | Stade municipal Christol Marivan, Saint-Leu Arbitrage : Frédéric Ferrère | Stade municipal Christol Marivan, Saint-Leu Arbitrage : Frédéric Ferrère |

| Mercredi 21 octobre 2015 | AS Marsouins (1)          | 2 - 2 0 - 3 t. a. b. | (2) Trois-Bassins FC       |                                                                                |                                                                                |
| 20h30                    | Sophie 45+2e · Urbain 90e | (1 - 1)              | Kelavan 31e · Hivanohé 96e | Stade Théophile Hoarau, Saint-Louis Spectateurs : 120 Arbitrage : Samuel Clain | Stade Théophile Hoarau, Saint-Louis Spectateurs : 120 Arbitrage : Samuel Clain |
| 20h30                    | Urbain Zamy Férard        | Tirs au but 0 - 3    | Thévanin Sincère Pelopss   | Stade Théophile Hoarau, Saint-Louis Spectateurs : 120 Arbitrage : Samuel Clain | Stade Théophile Hoarau, Saint-Louis Spectateurs : 120 Arbitrage : Samuel Clain |

| Mercredi 21 octobre 2015 | JS Piton Saint-Leu (2) | 0 - 4   | (1) AS Excelsior                                |                                                                                  |                                                                                  |
| 20h30                    |                        | (0 - 1) | Zaghar 29e · Fontaine 67e 87e · El-Madaghri 72e | Stade Michel Volnay, Saint-Pierre Spectateurs : 100 Arbitrage : Frédéric Ferrère | Stade Michel Volnay, Saint-Pierre Spectateurs : 100 Arbitrage : Frédéric Ferrère |

## Demi-finales
Légende : (1) D1P, (2) D2R
Programmes des rencontres
| Mercredi 25 novembre 2015 | JS Saint-Pierroise (1) | 2 - 0   | (2) Trois-Bassins FC |                                                                                     |                                                                                     |
| 20h30                     | M'Bazomo 37e 77e       | (1 - 0) |                      | Stade Paul-Julius-Bénard, Saint-Paul Spectateurs : 213 Arbitrage : Stéphane Sautron | Stade Paul-Julius-Bénard, Saint-Paul Spectateurs : 213 Arbitrage : Stéphane Sautron |

| Mercredi 25 novembre 2015 | SS Saint-Louisienne (1) | 0 - 1   | (1) AS Excelsior |                                                                                      |                                                                                      |
| 20h30                     |                         | (0 - 0) | El-Madaghri 90e  | Stade Michel Volnay, Saint-Pierre Spectateurs : 2 500 Arbitrage : Fabrice Commandant | Stade Michel Volnay, Saint-Pierre Spectateurs : 2 500 Arbitrage : Fabrice Commandant |

## Finale
Légende : (1) D1P, (2) D2R
| Samedi 12 décembre 2015 | AS Excelsior (1)                             | 2 - 0   | (1) JS Saint-Pierroise |                                                                                  |                                                                                  |
|                         | Jean-Michel Fontaine 1re · Farid Hazem 45+2e | (2 - 0) |                        | Stade Michel Volnay, Saint-Pierre Spectateurs : 3 000 Arbitrage : Didier Ringuin | Stade Michel Volnay, Saint-Pierre Spectateurs : 3 000 Arbitrage : Didier Ringuin |

## Sources
- (fr) Site de la LRF (Ligue Réunionnaise de Football)